# Moca roscida
Moca roscida är en fjärilsart som beskrevs av Edward Meyrick 1922. Moca roscida ingår i släktet Moca och familjen Immidae. Inga underarter finns listade i Catalogue of Life.